# قوات الدرك (تركيا)
 القوات الدرك التركية  هو فرع خدمة تابع وزارة الداخلية التركية مسؤول عن الحفاظ على النظام العام في المناطق التي تقع خارج نطاق اختصاص قوات الشرطة (بشكل عام في المناطق الريفية)، بالإضافة إلى ضمان الأمن الداخلي إلى جانب القيام بواجبات محددة أخرى مخصصة من قبل بعض القوانين واللوائح.
قائد الدرك مسؤول أمام وزير الداخلية.
تعود جذور الدرك إلى منظمة إنفاذ القانون العسكرية العثمانية في الإمبراطورية العثمانية «سوباسي» (المعروفة لاحقًا باسم «زابتيا»). كانت هناك قوة سابقة مماثلة تسمى «الشرطة» خلال الإمبراطورية السلجوقية في العصور الوسطى.

## التاريخ
بعد إلغاء الإنكشارية السلك في 1826 ودعا المنظمات العسكرية عساكر - I - I Muntazâma Mansûre ، عساكر - I - I Muntazâma الحسا ، وفي عام 1834، عساكر Redîfe - I' تم تأسيس "لتقديم خدمات الأمن والنظام العام في الأناضول وفي بعض ولايات روملي.
وقد لوحظ منذ فترة في الدرك لإحالة المراسيم التي نشرت في السنوات التي تلت التنظيمات الإعلان، فمن المفترض أن تأسست المنظمة الدرك بعد إعلان التنظيمات عام 1839، لكن لم يتم على وجه الدقة تاريخ التأسيس يحدد بعد. لذلك، مع الأخذ في 14 يونيو من «14 يونيو 1869» الذي عساكر - I Zaptiye Nizâmnâmesi اعتمد، وكان 14 حزيران، 1839 قبلت موعدا تأسيس قوات الدرك التركية.
بعد 1877-1878 العثمانية -- الروسية الحرب رئيس الوزراء سيت باشا قررت تقديم بعض الضباط من انكلترا وفرنسا لإنشاء إنفاذ القوانين الحديثة المنظمة.
بعد يونغ الترك الثورة في عام 1908 الدرك تحقق نجاحات كبيرة، لا سيما في روملي. في عام 1909 كانت تابعة لقوات الدرك وزارة الحرب، وجرى تغيير اسمها إلى القيادة العامة للدرك (Umûm الدرك Kumandanlığı).
وحدات الدرك كلا المطرد واجباتهم الأمن الداخلي، وشاركوا في الدفاع الوطني في مختلف الجبهات باعتبارها جزءا من القوات المسلحة خلال الحرب العالمية الأولى وحرب التركية الاستقلال.
حققت منظمة الدرك وضعها القانوني الحالي بعد القانون رقم 1706 دخلت حيز النفاذ في 10 حزيران، 1930. في عام 1939، وأعيد تشكيل المنظمة الدرك، بعد ثلاث مجموعات وحدات الدرك الثابتة والمتنقلة وحدات الدرك ووحدات تدريب الدرك والمدارس.
القانون رقم 6815 التي دخلت حيز النفاذ في عام 1956 كلفت القيادة العامة واجبات الدرك مثل حماية الحدود والسواحل والمياه الإقليمية ومكافحة التهريب التي كان يضطلع بها من قبل Gümrük Umum Kumandanlığı التي كانت منظمة عسكرية على مستوى الانقسام في الانتماء إلى وزارة الجمارك والاحتكار.
في عام 1957، تم تحويل وحدات الدرك إلى الحدود المنشأة وألوية وكتائب الدرك التدريب.
في عام 1961، تم إنشاء أوامر الدرك الإقليمي.
في عام 1968، أنشئت أول وحدة الدرك في الطيران دياربكر تحت اسم شركة قيادة طائرة هليكوبتر خفيفة.
في عام 1974، اتخذت وحدات الكوماندوس وقوات الدرك وحدات الدرك للطيران تشارك في [غزو [قبرص التركية]].
القانون رقم 2692 الذي دخل حيز النفاذ في عام 1982 تعيين واجب لحماية سواحلنا والمياه الإقليمية لقيادة خفر السواحل.
القانون رقم 2803 على المنظمة، ودخلت واجبات ومسؤوليات الدرك حيز النفاذ في عام 1983.
القانون رقم 3497 دخلت حيز النفاذ في عام 1988 تعيين واجب لحماية الحدود البرية وضمان أمنهم إلى قيادة القوات البرية، ولكن قوات الدرك القيادة العامة لا يزال يحمل المسؤولية عن بعض أجزاء من الحدود الإيرانية والسورية والحدود العراقية بأكملها.
تأسست الدرك الجنائية في وزارة أنقرة في عام 1993 تم تأسيس قوات الدرك وSuperiorities الإقليمي مختبر الجنائي على التوالي في عام 1994 في مدينة فان، في عام 1998 في بورصة وفي عام 2005 في آيدين. فرق فحص مسرح الجريمة،
كما أنشئت وحدات التخلص من المواد المتفجرة، والبصمات وبالم مطبوعات الفروع والوحدات فحص مسرح الجريمة.
منذ عام 1984 حتى الآن، ظلت وحدات الدرك العنصر الأكثر أهمية في مكافحة حزب العمال الكردستاني / كونجرا GEL -.

## هيكل
قوات الدرك التركية تضم الأوامر التالية:-
- الموظفين
- الاستخبارات
- عمليات
- النقل والإمداد

وتتكون القيادة العامة لل:-
- المقر الرئيسي
- وحدات الأمن الداخلي
- وحدات حرس الحدود
- وحدات التدريب
- الدرك المدارس
- الإدارة وحدات الدعم اللوجستي

## معرض صور

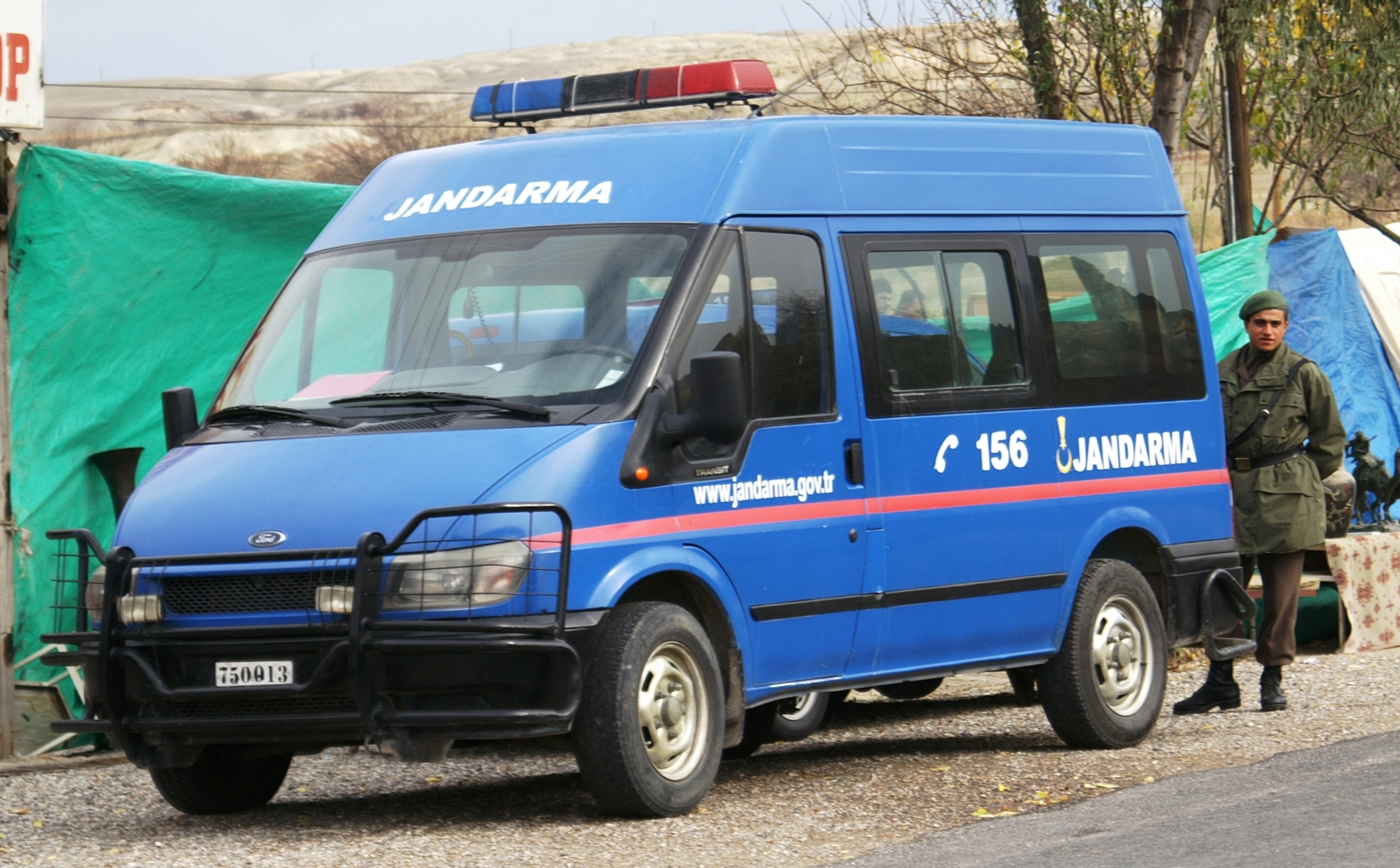
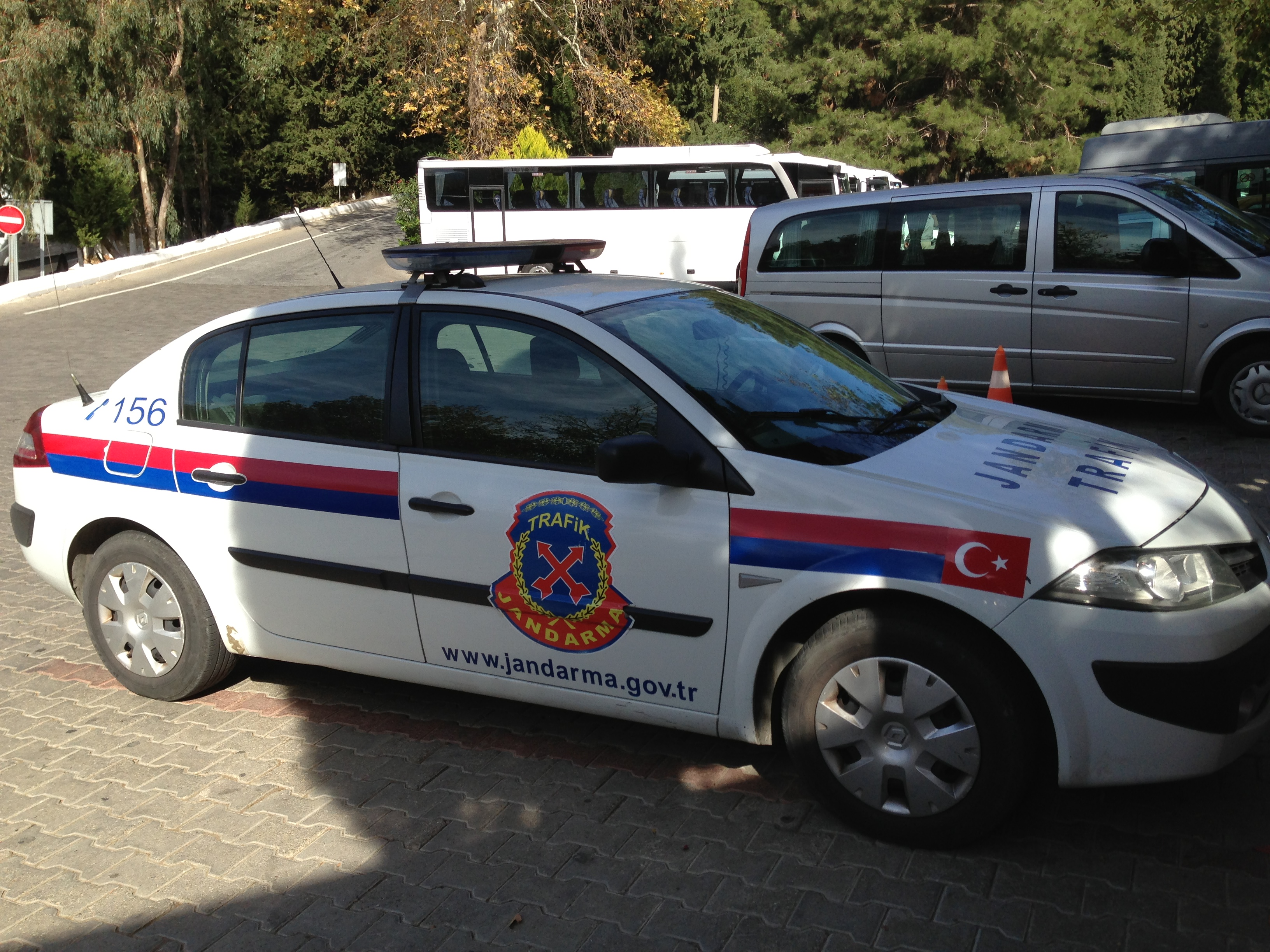
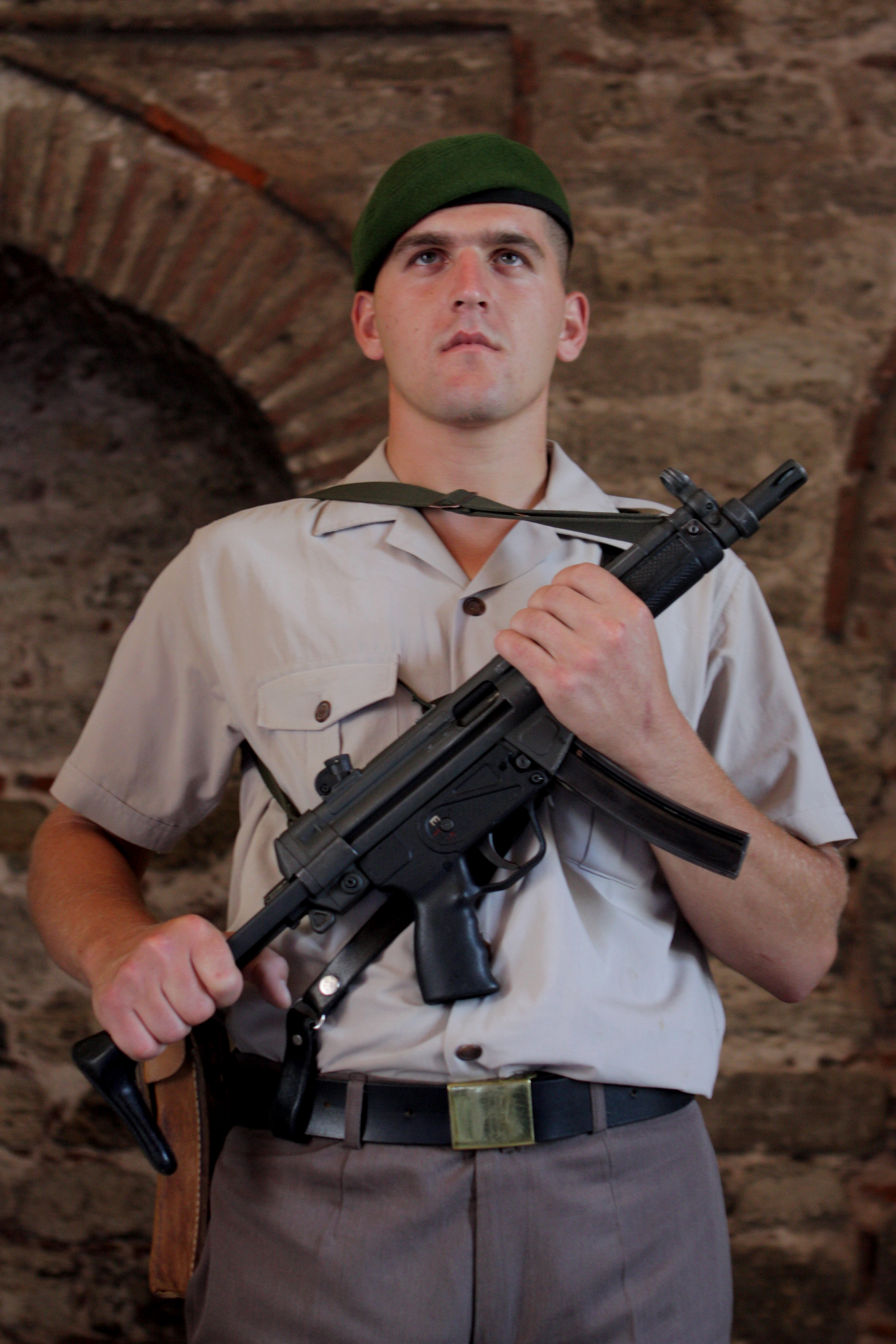
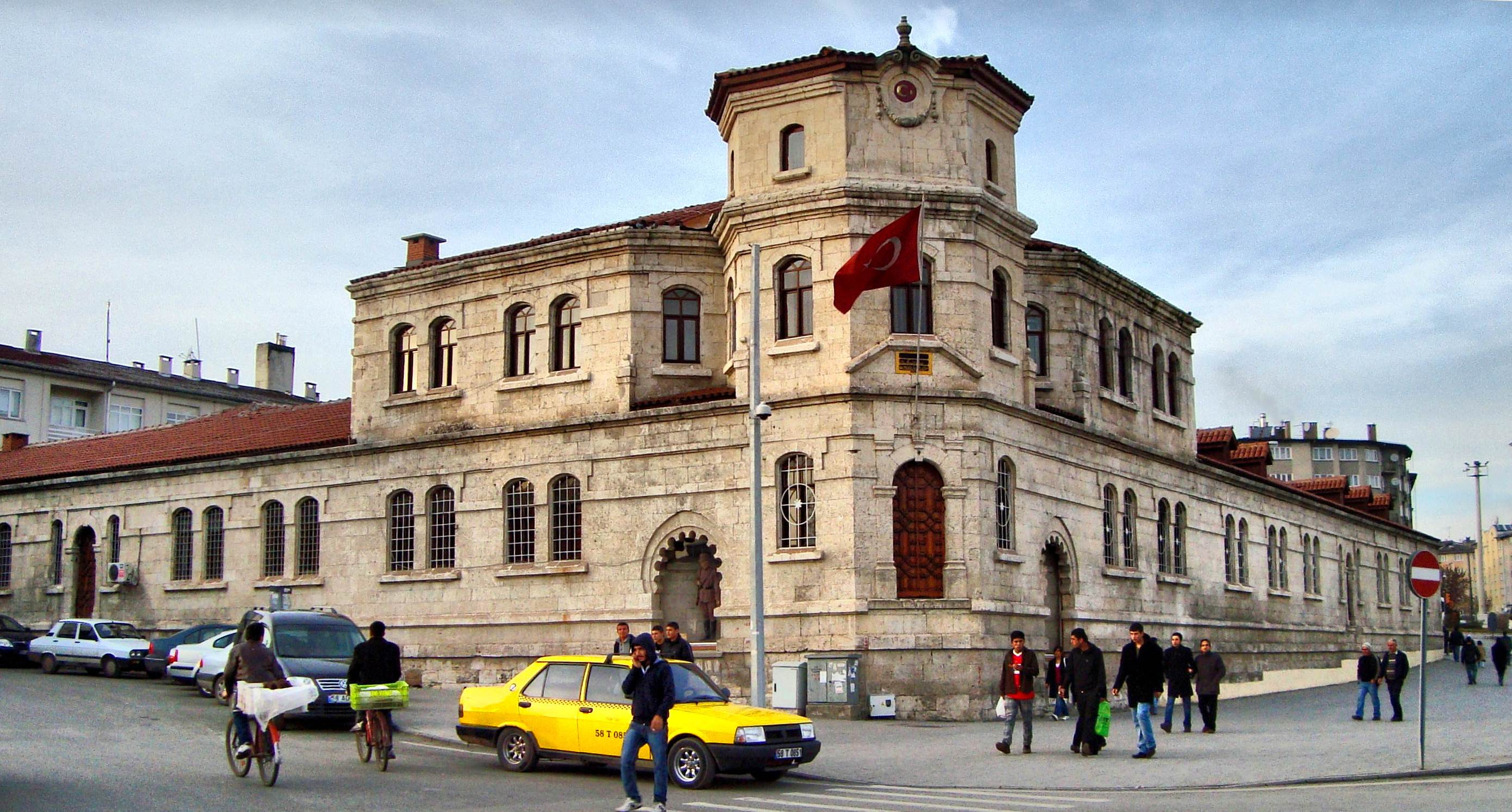

## المعدات الرئيسية

### الأسلحة الصغيرة
| Name        | Type                         | Caliber | Origin           | Notes                          |
| ----------- | ---------------------------- | ------- | ---------------- | ------------------------------ |
| إف إن بي 90 | Personal defense weapon      | 5.7mm   | بلجيكا           |                                |
| MKA 1919    | Semi-automatic shotgun       | 12mm    | تركيا            |                                |
| G41         | Assault rifle                | 5.56mm  | ألمانيا/ تركيا   | License produced by MKEK.      |
| آر بي كي    | Light machine gun            | 7.62mm  | الاتحاد السوفيتي | From Ex-East German inventory. |
| HK23E       | مدفع رشاش خفيف               | 5.56mm  | ألمانيا/ تركيا   | Produced under license by MKEK |
| رشاش بي كي  | General purpose machine gun  | 7.62mm  | الاتحاد السوفيتي | From Ex-East German inventory. |
| HK 69       | Single-shot grenade launcher |         | ألمانيا          | 40mm grenade launcher          |

### مركبات
| Turkish Gendarmerie |                                                           |
| ناقلة جنود مدرعة    |                                                           |
| 323                 | بي تي أر-60 (8x8) (upgraded)                              |
| 35                  | RN 94 (6x6)                                               |
| 250+                | Otokar Akrep (4x4)                                        |
| 200+                | أوتوكار كوبرا (4x4)                                       |
| 60                  | Dragoon 300 (مركبة قتال مدرعة) (4x4)                      |
| 25                  | Condor (ناقلة جنود مدرعة) (4x4)                           |
| 35                  | UR416 (4x4)                                               |
| 200                 | عربة V-15 (4x4)                                           |
| 300+                | Shorland S55 (4x4)                                        |
| 47                  | Sisu Nasu                                                 |
| مروحية              |                                                           |
| 28                  | سيكورسكي يو إتش-60 بلاك هوك (Avionics upgraded by أسلسان) |
| 13                  | يو إتش-1 إركويس (Avionics upgraded by أسلسان)             |
| 18                  | ميل مي-17 (Avionics upgraded by أسلسان)                   |

## وصلات خارجية
- General Command of Gendarmerie
- Jandarma Genel Komutanlığı (بالتركية)